# Chiara Dolfin
Chiara Dolfin († vor 1625 in Venedig) wäre während der Amtszeit ihres Ehemanns, des Dogen Giovanni I. Corner, nämlich von Anfang 1625 bis Ende 1629, Dogaressa der Republik Venedig gewesen, doch starb Chiara vor der Wahl ihres Mannes zum Dogen. Das Paar war seit 1578 verheiratet und es hatte dreizehn Kinder, von denen einige in höchste geistliche und weltliche Ämter aufstiegen. Bis ins 20. Jahrhundert wurde Chiara Dolfin in Listen der Dogaresse geführt, der Ehefrauen amtierender Dogen, von Modesta Pozzo Ende des 16. Jahrhunderts eine ‚Göttin‘ genannt. Noch 1910 erscheint sie in Edgcumbe Staleys Werk The Dogaressas of Venice, das posthum erschien.

## Leben
Chiara di Lorenzo di Giovanni Dolfin heiratete am 10. Februar 1578 Giovanni Corner in der Kirche San Salvatore. Wie dieser entstammte sie einer Dogenfamilie, die ihren Palast in derselben Gemeinde San Salvatore am Canal Grande besaß. Sie brachte eine Mitgift von 12.000 Dukaten in die Ehe ein. Ihre Schwester Cracimana heiratete Antonio di Giorgio Nani am 10. Februar 1587.
In den nächsten Jahrzehnten brachte Chiara Dolfin sieben Söhne und sechs Töchter zur Welt. Die Söhne waren Marcantonio und Lorenzo, die allerdings früh starben, dann Federico (1579–1653, Kardinal und Patriarch von Venedig), Marcantonio, Francesco (1585–1656, der spätere Doge), Alvise (1588–1641, Botschafter in Madrid, er versuchte, die Wahl seines Vaters zum Dogen zu verhindern, da er gesetzmäßig damit selbst von allen Ämtern ausgeschlossen worden wäre, was der Doge jedoch nach seiner Wahl missachtete) und Giorgio. Die Töchter waren Cornelia, die Antonio Bragadin heiratete, und ihre Schwestern, die allesamt ins Kloster gingen. Diese fünf Schwestern hießen Bianca, Aurora, Cristina, Maffiola und Chiaretta.
Die Zeitgenossin „Moderata Fonte“ († 1592) nannte die beiden Schwestern in ihrem posthum im Jahr 1600 veröffentlichten Werk Il merito delle donne. Ove chiaramente si scuopre quanto siano elle degne e più perfette de gli huomini wegen ihrer körperlichen und geistigen Vorzüge geradezu ‚Göttinnen‘.
Ersilia Spolverini verfasste 1596 ein lateinisches Lobgedicht anlässlich der Geburt des Sohnes Luigi (gemeint ist Alvise?) in Verona, wo das Paar mit seiner Weltgewandtheit die Elite der Stadt beeindruckte. Sie lobte das Paar in einer 24-seitigen Rede, dazu kamen zwei Sonette, eine Kanzone und ein Madrigal. Die Werke wurden Chiara Dolfin wohl bei der Verabschiedung aus Verona überreicht. Darin war der Flussgott der Etsch, der nun die Verehrte nach Venedig zurücktragen musste, davon entsetzt, dass Verona nun ohne sie sein musste. Er musste aber einsehen, dass auch seine Wellen sie nicht von der Heimreise würden abhalten können, denn es gab ja noch den Landweg.
Nach 1605, so kommentierte Edgcumbe Staley hingegen lapidar, folgten zehn Dogen jenseits der 80, die meisten wohl Witwer, bei denen jedenfalls nur zwei Namen von Dogaresse überliefert seien, deren Familien wahrscheinlich sehr nüchtern und uninteressant wären. Unter den beiden nennenswerten „Dogaressas“ war seiner Auffassung nach „Chiara Delfino-Conaro (1625–1629)“.